# بورنی (کالیفرنیا)
بورنی (به انگلیسی: Burney) یک منطقهٔ مسکونی در ایالات متحده آمریکا است که در شهرستان شاستا، کالیفرنیا واقع شده‌است. بورنی ۱۳٫۹۳ کیلومتر مربع مساحت و ۳٬۱۵۴ نفر جمعیت دارد و ۹۵۲ متر بالاتر از سطح دریا واقع شده‌است.